# Arthashastra
Das Arthashastra (Sanskrit अर्थशास्त्र arthaśāstra, n., Zusammensetzung aus artha „Ziel, Zweck; Wohlstand, Reichtum“ und śāstra „Lehrbuch“) ist ein Staatsrechtslehrbuch des Alten Indien. Es wurde Anfang des 20. Jahrhunderts vom indischen Wissenschaftler Rudrapatna Shyamashastri (1868–1944) aufgefunden und 1909 veröffentlicht. Es gilt als das bedeutendste Werk der altindischen Staatstheorie und eines der großen Werke der politischen Weltliteratur.
Artha ist neben Kama (Lust), Dharma (kosmische Ordnung) und Moksha (Erlösung) eines der „vier legitimen Ziele“ im Leben eines Hindu.

## Die Autorenfrage
Unterschiedliche Selbstbenennungen des Autors im Arthashatra haben zu Verwirrungen beigetragen sowie zur Verbreitung der Annahme, dass es sich um mindestens zwei Autoren gehandelt haben müsse, die dieses Kompendium der Staatskunst verfasst haben. Der erste nennt sich nicht zuletzt in seinem Einleitungskapitel Kautilya. Ein vermeintlicher zweiter Autor taucht in den Schlusszeilen unter dem Namen Vishnugupta auf. Darüber hinaus wird der Autor in den literarischen und Shastra-Texten des ersten Jahrtausends unserer Zeitrechnung oft Chanakya genannt. Einer These zufolge seien Kautilya und Chanakya derselbe Autor und Vishnugupta habe ca. 200 n. Chr. den Urtext überarbeitet und dabei auch die Kommentarliteratur einbezogen, die sich zum ersten Text gebildet hatte. Wahrscheinlicher ist, dass es sich bei allen drei Namen um ein und denselben Menschen handelt, der heute vor allem als Chanakya bekannt ist und der zur Zeit der Maurya-Dynastie Mitstreiter und schließlich engster Berater Chandraguptas I. war. R. P. Kangle erklärt im Kommentar seiner dreibändigen Ausgabe des Arthashatra die Namensfrage damit, dass Kautilya der Familienname, Chanakya der Vatersname und Vishnugupta der Vorname sei. Da das Arthashatra zudem eine "hohe Originalität, konzeptionelle Kohärenz und methodische Stringenz" auszeichne, erscheint die These eines einzigen Autors plausibler als die eines Autorenkollektivs.

## Die Lehre
Das Arthashastra behandelt Recht, Justiz, Verwaltung, Außenpolitik, Verteidigung und Krieg und widmet ein Kapitel dem König. Die Pflichten des Königs werden mit dem Schutz des Staates vor externer Aggression, der Aufrechterhaltung von Gesetz und Ordnung und der Sicherstellung des Wohlergehens der Bevölkerung beschrieben. Es enthält außerdem Vorschriften und Empfehlungen wie ein Königreich seine Existenz sichert und mächtig und reich wird. Dabei geht Kauţalya von sieben grundlegenden „Säulen“ des Staates aus, d. h. den Eigenschaften des Königs, der Minister, der Provinzen, der Hauptstadt, des Staatsschatzes, der Armee und seiner Verbündeten. Die Stärkung und Anwendung dieser Machtfaktoren verspricht die erfolgreiche Existenz eines Königreichs.
Der König steht im Mittelpunkt eines Staatenkreises, der sein Reich umgibt. Dieser Staatenkreis beruht auf dem Prinzip, dass der Nachbar der natürliche Feind und dessen Nachbar wiederum der natürliche Freund des Königreichs ist. Dieses System ist durchsetzt von neutralen „mittleren“ Königen und umlagert von unbeteiligten Außenstehenden. Ziel ist es durch Stärkung der eigenen Macht und Schwächung der Macht der feindlichen Reiche zuerst die Feinde, dann die Neutralen und schließlich die Unbeteiligten zu besiegen. Die Vorschriften sind moralfrei und heiligen nur den Zweck. Kautalya gilt daher als skrupelloser Theoretiker.

### Ausgaben
- The Arthasastra of Kautilya. Hg. von Shama Sastri (= Rudrapatna Shyamashastri).  Government Oriental Library, Mysore 1909 u. zahlreiche Neuauflagen.
- Kauṭilya's Arthaśástra. Englische Übersetzung von R Shama Sastri (= Rudrapatna Shyamashastri). Government Press, Bangalore 1915 (s. Weblinks)
- The Kautiliyan Arthasastra. Hg. und übersetzt von R P Kangle. 3 Bände University of Bombay, Bombay 1965–1972.
- Kautilya: The Arthashastra. Hg. und übersetzt von L. N. Rangarajan. Penguin books India, New Delhi 1992.
  - Teil 1. A critical edition with a glossary.
  - Teil 2. An English translation with critical and explanatory notes.
  - Teil 3. A study.
- King, Governance, and Law in Ancient India: Kauṭilya's Arthaśāstra. Englische Übersetzung von Patrick Olivelle, Oxford 2013.

### Sekundärliteratur
- Friedrich Wilhelm: Die Beziehung zwischen Kamasutra und Arthasastra. In: Zeitschrift der Deutschen Morgenländischen Gesellschaft. Band 116. Harrassowitz, Wiesbaden 1966, S. 291–310 (online [abgerufen am 6. November 2012]).
- Hartmut Scharfe: Untersuchungen zur Staatsrechtslehre des Kautalya. Harrassowitz, Wiesbaden 1968.
- Hartmut Scharfe: Investigations in Kauṭalya's manual of political science. 2nd revised edition of Untersuchungen zur Staatsrechtslehre des Kautalya. Harrassowitz, Wiesbaden 1993, ISBN 3-447-03330-4.
- Michael Liebig: Endogene Politisch-kulturelle Ressourcen. Die Relevanz des Kautilya-Arthashastra für das moderne Indien. Nomos, Baden-Baden 2014.